# Австронезійські народи

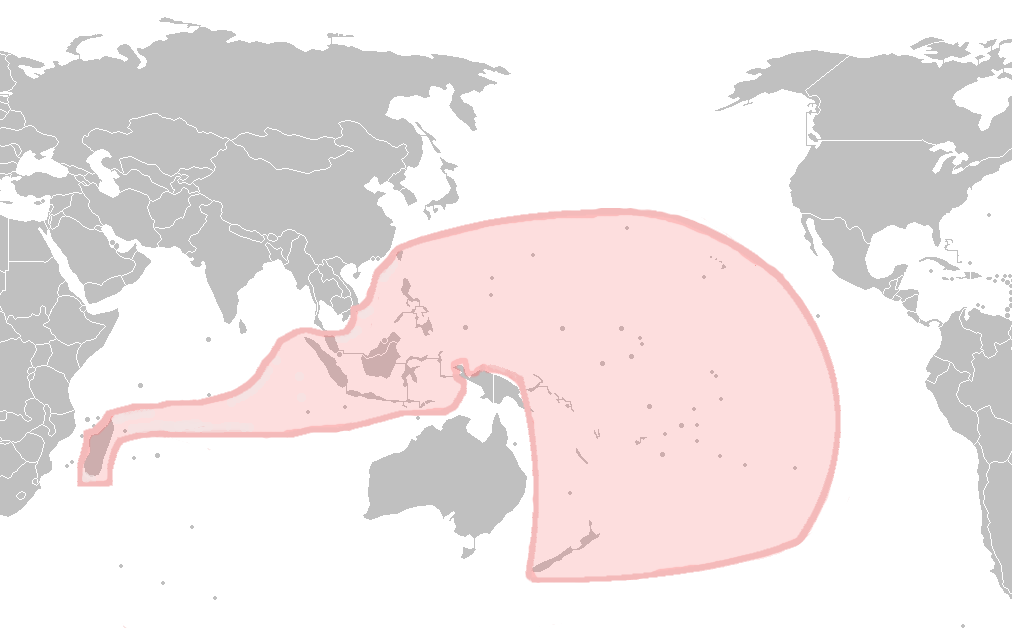
Приблизна мапа поширення австронезійських народів

Австронезійські народи (австронезійці) — народи, які розмовляють австронезійськими мовами. До них належать мешканці острова Тайвань (т. з. гаошань), чами й гірські чами, більшість індонезійців і філіппінців, східні тиморці, малайці Малайзії й Сінгапуру, малагасійці Мадагаскару, полінезийці, мікронезійці, меланезійці.
За лінгвістичними даними, носії австронезійської прамови жили в субтропічних прибережних районах нинішнього Китаю від Фуцзяня до Шаньдуна. Їм було відоме рільництво (вирощували просо й рис), мореплавство. Вони будували судна з аутригерами (прообраз катамарана), обробляли матерію з лубу.
Розпад австронезійської спільності почався в V—IV тисячолітті до н. е. Частина переселилася на Японські острови, де була згодом повністю асимільована. У IV—III тисячолітті до н. е. австронезійці через Філіппінські острови заселили Малайський архіпелаг, дісталися північного узбережжя Нової Гвінеї. У районі архіпелагу Бісмарка склалась культура лапітоїдної кераміки, яка в XIII ст. до н. е. поширилася на острови Фіджі й Тонга. Відтак були заселені Полінезія і Мікронезія. У материковій Азії розселення пройшло двома хвилями (Малайзія й Індокитай), і в I тисячолітті  н. е. вихідці з Калімантану заселили Мадагаскар.
Існує гіпотеза про спорідненість австронезійських, тай-кадайських мов і мов мяо-яо з австроазіатськими. Їх об'єднують в аустричну макросім'ю.